# A Northern Soul
A Northern Soul är ett musikalbum av den brittiska gruppen The Verve. Albumet var gruppens andra studioalbum och lanserades 1995 på skivbolaget Hut Records. Majoriteten av låtarna skrevs gemensamt av The Verve, medan Richard Ashcroft står som ensam upphovsman på två. Albumet blev en hyfsat stor framgång i Storbritannien 1995, och har fortsatt åtnjutit stor respekt hos musikkritiker. Albumet var en av titlarna i boken 1001 album du måste höra innan du dör.
Albumtiteln refererar till det brittiska musikfenomenet northern soul.

## Låtlista
(låtar utan angiven upphovsman komponerade av The Verve)
1. "A New Decade" - 4:12
2. "This Is Music" - 3:35
3. "On Your Own" (Richard Ashcroft) - 3:33
4. "So It Goes" - 6:11
5. "A Northern Soul" - 6:32
6. "Brainstorm Interlude" - 5:11
7. "Drive You Home" - 6:41
8. "History" (Richard Ashcroft) - 5:26
9. "No Knock on My Door" - 5:11
10. "Life's an Ocean" - 5:44
11. "Stormy Clouds" - 5:34
12. "(Reprise)" - 6:11

## Listplaceringar
- UK Albums Chart, Storbritannien: #13[2]